# Manoa Drollet
Pour les articles homonymes, voir Drollet.
Manoa Drollet est un surfeur français né en 1978 à Tahiti. Considéré par ses pairs comme l'un des meilleurs free surfer du spot de Teahupoo, il participe régulièrement en tant que wild card à l'épreuve du championnat du monde organisée à Tahiti. C'est un spécialiste du surf de grosses vagues.

## Biographie
Manoa Drollet grandit à Taharuu et apprend le surf très jeune grâce à son père Bjarn, pilote de bateau. Il fait partie de l'équipe Rip Curl pendant sept ans à partir de 1997. En 2004, il signe un contrat avec Oxbow et rejoint son ami Malik Joyeux. Il est ensuite sponsorisé par Billabong de 2006 à 2013.
Surnommé « Le Prince de Teahupoo », Drollet est l'un des précurseurs du surf tracté par une motomarine à Teahupoo. Il participe chaque année aux trials du Billabong Pro Teahupoo et les remporte en 2005 et 2007. En 2008, il obtient son meilleur résultat dans l'épreuve du championnat du monde en terminant à la deuxième place derrière le Brésilien Bruno Santos.

## Palmarès et résultats
- 1999 :
  - 3e du Gotcha Tahiti Pro à Teahupoo (Tahiti)[1]

- 2008 :
  - 2e du Billabong Pro Teahupoo à Teahupoo (Tahiti)[2]